# Henrik Tidemansson
Henrik Tidemansson (latin: Henricus Tidemanni), även Henrik Tideman, död 20 december 1500, var en svensk präst, biskop i Linköpings stift 1465–1500. Han var även domprost i Linköpings församling.
Han är ihågkommen som "diktarbispen från Vånga". Tidemansson var son till Tideman Didriksson. Han skrev många verser om sin samtid och som finns bevarade, till exempel hans "kloka råd för hushållning". Han var en byggherre av stora mått som förbättrade Linköpings biskopsborg (sedermera Linköpings slott) och uppförde byggnader vid Munkeboda (Norsholm), Skärkind och ett biskopshus i Vadstena.

## Biografi
Henrik Tidemansson föddes i Vånga socken (eventuellt byn Tolskepp). Han var canonicus och domprost i Linköpings församling, Linköping. I november 1465 valdes han till biskop i Linköpings stift. Men väntade fortfarande på vigningen, då påven utser Andreas av Gardar till vikarierande biskop 26 april 1466. Tidemansson kallade sig fortfarande 1467 electus.
Tidemansson togs en gång tillfånga av Sten Sture den äldre och hans togs i besittning av Stures män.
1492 utfärdade Tidemansson ett påbud att alla hans klerker (särskilt de vid domkyrkan) skulle sträva efter att studera eller liknande. Tidemansson avled 20 december 1500.
Tidemansson inrättade i Linköpings domkyrka en gudstjänst "sacrum auroræ" som skulle firas varje morgon.